# Rajon Dnister
Der Rajon Dnister (ukrainisch Дністровський район/Dnistrowskyj rajon; russisch Днестровский район/Dnestrowski rajon) ist ein ukrainischer Rajon mit etwa 150.000 Einwohnern. Er liegt in der Oblast Tscherniwzi und hat eine Fläche von 2132 km².

## Geographie
Der Rajon liegt im Osten in der Oblast Tscherniwzi entlang des Nordufers des Flusses Dnisters. Er grenzt im Norden an den Rajon Kamjanez-Podilskyj (in der Oblast Chmelnyzkyj), im Osten an den Rajon Mohyliw-Podilskyj (in der Oblast Winnyzja), im Südosten und Süden an Rumänien, im Westen an den Rajon Tscherniwzi sowie im Nordwesten an den Rajon Tschortkiw (in der Oblast Ternopil).

## Geschichte
Der Rajon entstand am 17. Juli 2020 im Zuge einer großen Rajonsreform durch die Vereinigung der Rajone Kelmenzi, Chotyn und Sokyrjany, Teile des Rajons Nowoselyzja sowie des Stadtgebiets der bis dahin unter Oblastverwaltung stehenden Stadt Nowodnistrowsk.

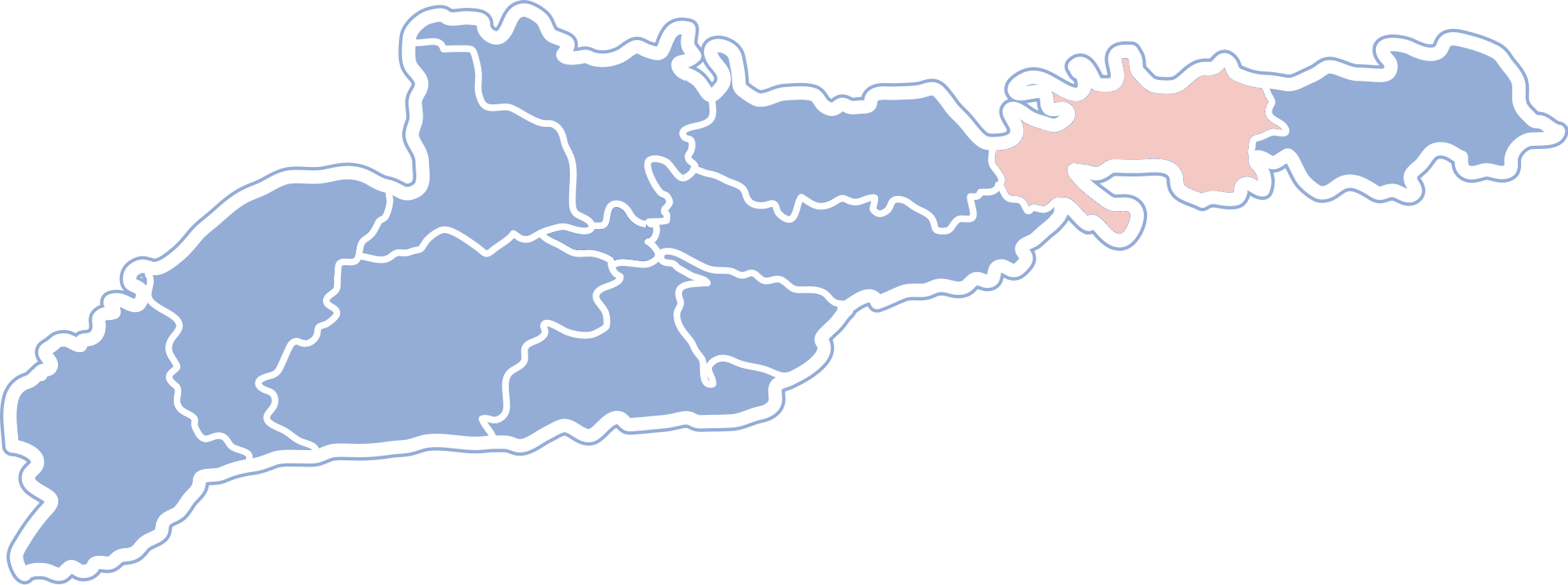
Rajon Kelmenzi bis Juli 2020
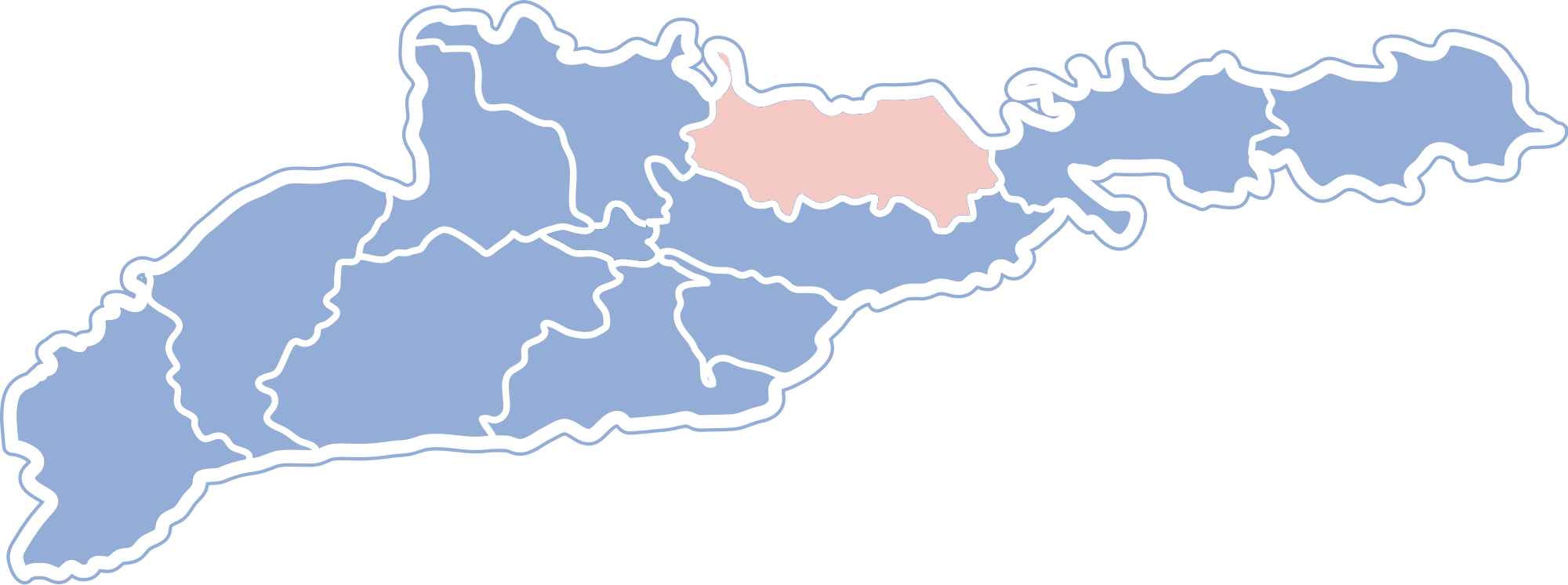
Rajon Chotyn bis Juli 2020
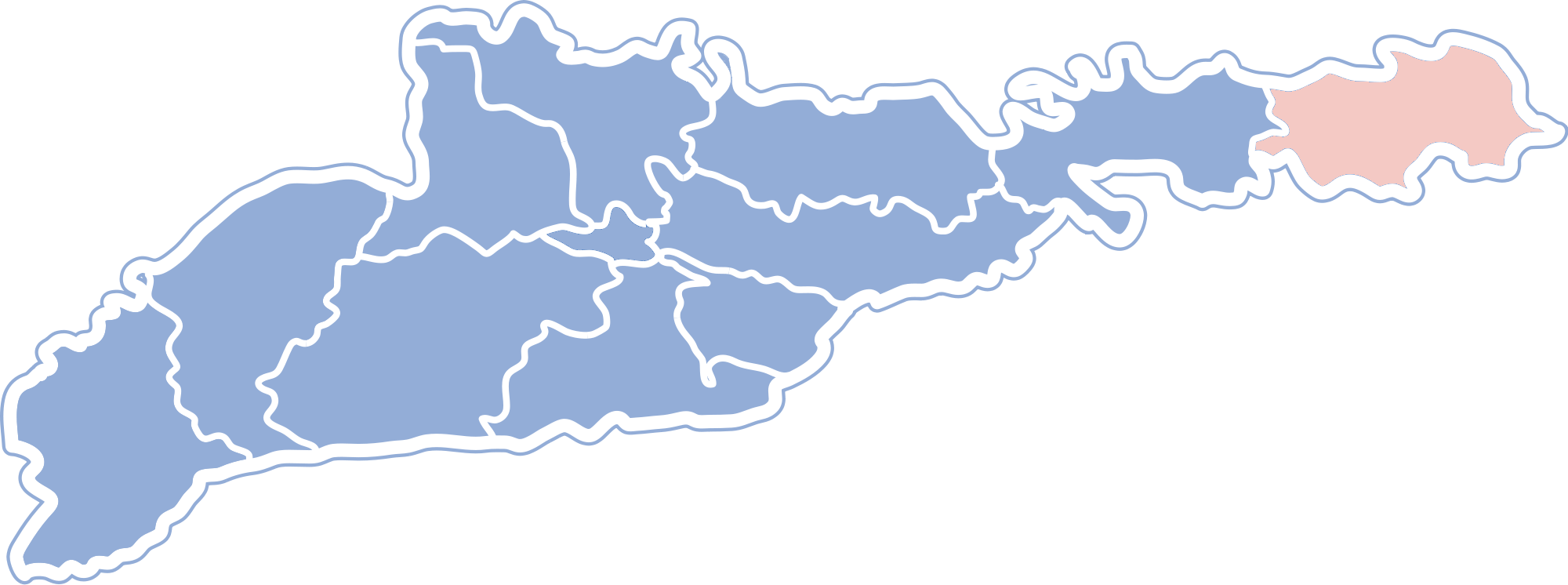
Rajon Sokyrjany bis Juli 2020
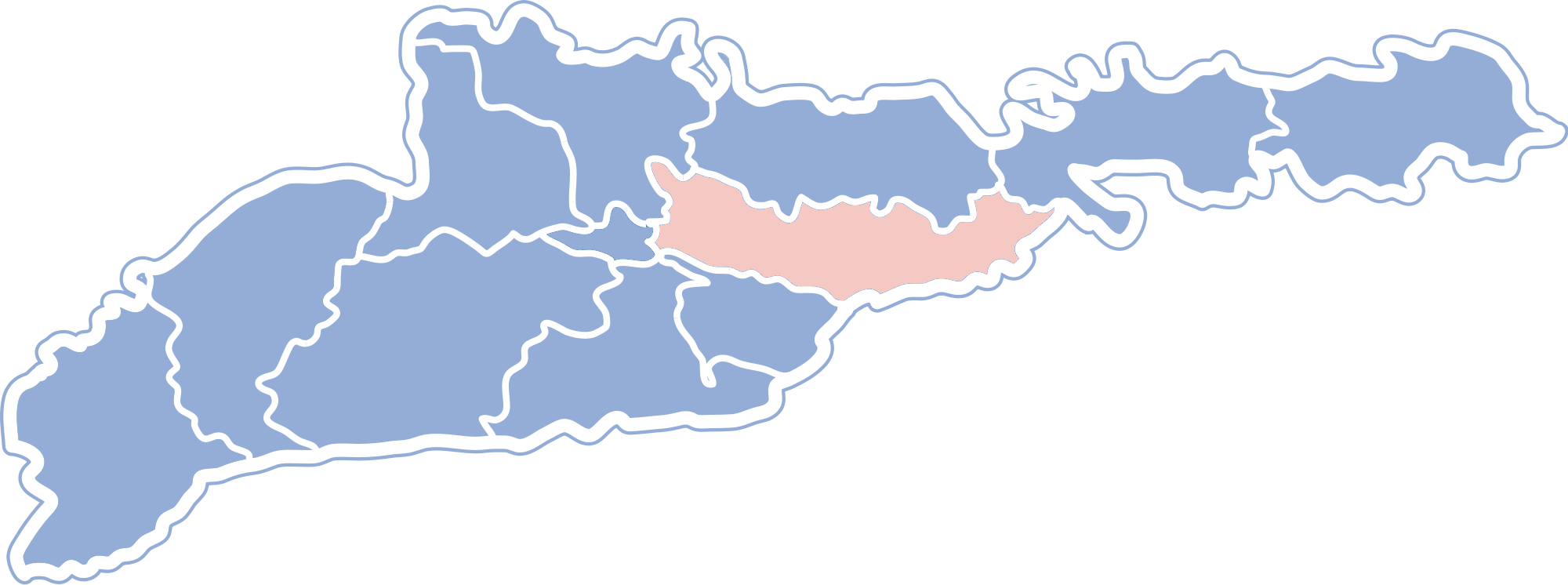
Rajon Nowoselyzja bis Juli 2020
Rajonsgebiet ab Juli 2020

## Administrative Gliederung
Auf kommunaler Ebene ist der Rajon in 10 Hromadas (3 Stadtgemeinden, 1 Siedlungsgemeinde und 6 Landgemeinden) unterteilt, denen jeweils einzelne Ortschaften untergeordnet sind.
Zum Verwaltungsgebiet gehören:
- 3 Städte
- 1 Siedlungen städtischen Typs
- 94 Dörfer

Die Hromadas sind im Einzelnen:
- Stadtgemeinde Chotyn
- Stadtgemeinde Nowodnistrowsk
- Stadtgemeinde Sokyrjany
- Siedlungsgemeinde Kelmenzi
- Landgemeinde Klischkiwzi
- Landgemeinde Liwynzi
- Landgemeinde Mamalyha
- Landgemeinde Nedobojiwzi
- Landgemeinde Rukschyn
- Landgemeinde Waschkiwzi